# Booth Tarkington
Newton Booth Tarkington (29 de juliol de 1869 - 19 de maig de 1946) va ser un novel·lista i dramaturg nord-americà conegut sobretot per les seves novel·les The Magnificent Ambersons (1918) i Alice Adams (1921). És un dels quatre novel·listes que va guanyar el Premi Pulitzer de ficció més d'una vegada, juntament amb William Faulkner, John Updike i Colson Whitehead. Als anys 1910 i 1920 va ser considerat el millor autor viu d'Amèrica. Diverses de les seves històries van ser adaptades al cinema. Durant el primer quart del segle xx, Tarkington, juntament amb Meredith Nicholson, George Ade i James Whitcomb Riley van ajudar a crear una Edat d'Or de la literatura a Indiana.

## Biografia
Malgrat participar intensament en la vida universitària de Princeton, deixà els estudis inacabats. Decidit a convertir-se en escriptor, després de cinc anys en què els editors li retornaven els originals, el 1898 publicà la primera novel·la, The Gentleman from Indiana, un melodrama hàbilment construït amb el qual aconseguí ressò. Seguiren, amb un reconeixement similar, les novel·les històriques Monsieur Beaucaire (1900) i The Two Vanrevels (1902). Aconseguí anomenada amb les seves descripcions realistes de l'Oest Mitjà nord-americà (Midwest), entre satíriques i nostàlgiques. Els anys 1902-05 fou membre del parlament d'Indiana, experiència que recollí en les narracions In the Arena (1905). Superada una etapa de dificultats personals (divorci i alcoholisme), el 1913 començà a publicar la sèrie d'aventures juvenils Penrod, a la qual seguí Seventeen (1916), d'un èxit extraordinari, obres gràcies a les quals feu una gran fortuna. Amb les novel·les The Turmoil (1915), The Magnificent Ambersons (1918) i Alice Adams (1921), centrades en el desplaçament de les elits tradicionals per una nova classe de sobrevinguts, la seva obra arribà a la culminació. Les dues darreres d'aquestes novel·les guanyaren el premi Pulitzer, i el 1942 Orson Welles rodà una versió cinematogràfica de la segona.
Finalment, es va traslladar a Kennebunkport (Maine), on va continuar el seu treball vital tot i patir una pèrdua de visió. Tot i la popularitat de què gaudí en vida i la destresa en la creació de trames, la seva prolífica obra (més de cinquanta títols entre narracions, novel·les i algunes obres de teatre), ha restat en gran part en l'oblit des de poc després de la seva mort.